# Гудовский, Мацей
Мацей Гудовский (пол. Maciej Gudowski, род. 6 января 1955 года, Варшава, Польская народная республика) — польский радиоведущий, диктор телевидения и радио. Наиболее известен, как голос второй линии Варшавского метрополитена.
Выпускник Главной школы планирования и статистики  в Варшаве. Свыше десятка лет вёл программы и концерты на Польском радио, читал новости и анонсы. 
Участвовал в качестве актёра закадрового озвучивания на польском телевидении в сотнях фильмов и сериалов, в основном в боевиках. В начале 90-х был диктором прямого эфира в Варшавском Телевизионном Курьере. Так же в 90-х был диктором Телеэкспресса. Позже Мацей Гудовский стал голосом Скоростной городской железной дороги в Варшаве , а затем, пройдя открытый конкурс, стал голосом второй линии Варшавского метрополитена, вновь открывшейся в 2015 году. Позже, в рамках празднования книжного дня, в честь польского поэта Яна Кохановского, диктор спустился в подземку и зачитал в поезде отрывки известных польских авторов чередуя с объявлениями станций метро. 
.